# Нечайна-Дольна
Нечайна-Дольна (пол. Nieczajna Dolna) — село в Польщі, у гміні Домброва-Тарновська Домбровського повіту Малопольського воєводства.
Населення — 647 осіб (2011).
У 1975-1998 роках село належало до Тарновського воєводства.

## Демографія
Демографічна структура станом на 31 березня 2011 року:
|          | Загалом | Допрацездатний вік | Працездатний вік | Постпрацездатний вік |
| -------- | ------- | ------------------ | ---------------- | -------------------- |
| Чоловіки | 347     | 86                 | 223              | 38                   |
| Жінки    | 300     | 71                 | 171              | 58                   |
| Разом    | 647     | 157                | 394              | 96                   |